# Eta Cephei
Eta Cephei (η Cep / 3 Cephei) és un estel a la constel·lació de Cefeu de magnitud aparent +3,41. És el cinquè estel més brillant de la constel·lació, i és superada per α, γ, β i ζ Cephei. Si bé no té nom propi habitual, al costat de θ Cephei ocasionalment és coneguda com Al Kidr.
Situada a 47 anys llum del sistema solar, Eta Cephei és una subgegant taronja de tipus espectral K0IV amb una temperatura efectiva de 4.858 ± 78 K. La seva lluminositat és 9,2 vegades major que la lluminositat solar i la mesura del seu diàmetre angular considerant l'enfosquiment de limbe, 2,65 ± 0,04 mil·lisegons d'arc, permet avaluar el seu diàmetre real, 4,1 vegades més gran que el del Sol. Gira lentament sobre si mateixa, amb una velocitat de rotació projectada de 3,3 km/s.
Eta Cephei té un contingut metàl·lic un poc inferior al solar, sent el seu índex de metal·licitat [Fe/H] = -0,13. Els nivells d'altres elements com a silici i cobalt són molt semblants als del Sol, igual que succeeix per a elements del procés-s com l'itri, zirconi i ceri. La seva velocitat relativa respecte al Sol de 104 km/s —7 vegades superior a la mitjana— així com la seva baixa metal·licitat, suggereixen que pot ser una visitant de regions més externes de la galàxia. Amb una massa un 60% major que la massa solar, l'edat d'Eta Cephei s'estima en 1.600 milions d'anys.